# ダニエル・キャンベル (庶民院議員)
ダニエル・キャンベル（英語: Daniel Campbell /Donald Campbell、1671/2年 - 1753年）はスコットランド、グラスゴーの商人、庶民院議員。アイラ島地主。その長躯と裕福さから大ダニエル（Great Daniel）と渾名された。

## 生涯
スキップニッシュのウォルター・キャンベル（Walter Campbell of Skipnish）の長男として誕生した。『英国人名事典』によれば、多くの文献で彼を1696年に生まれて1777年に没した人物として扱っているがこれは誤りで、前者は彼の息子ジョンの生年、後者は彼の孫ダニエルの没年であるとしている。
キャンベルはやがて商人として成功して、1707年にはジョン・ハミルトン卿よりショーフィールドの土地を購入している。また、ホーリータウン近郊のウッドホールにも地所を得た。
アーガイル公爵家と関係が深かったことから、1702年にスコットランド議会議員として初当選、1707年の合同までその議席を占めた。また、キャンベルは合同条約に調印した委員の一人だった。合同後も引き続いて翌年まで、グレートブリテン議会庶民院に在籍したほか、1716年から1734年にかけてもクライドバラ選挙区選出の庶民院議員を務めている。
1711年にグラスゴーにおけるタウンハウスとしてショーフィールド邸(Shawfield Mansion)を建てた。

### 麦芽税暴動とアイラ島購入
スコットランドにおけるウィスキーとビール用の麦芽への増税審議時、スコットランド出身のキャンベルは賛成票を投じた。この増税によりスコットランド国民による反対暴動が発生、各都市にその騒ぎは波及した。この麦芽税暴動時に、賛成票を投じたキャンベルの邸宅に暴徒が集まって略奪、破壊の限りを尽くした。

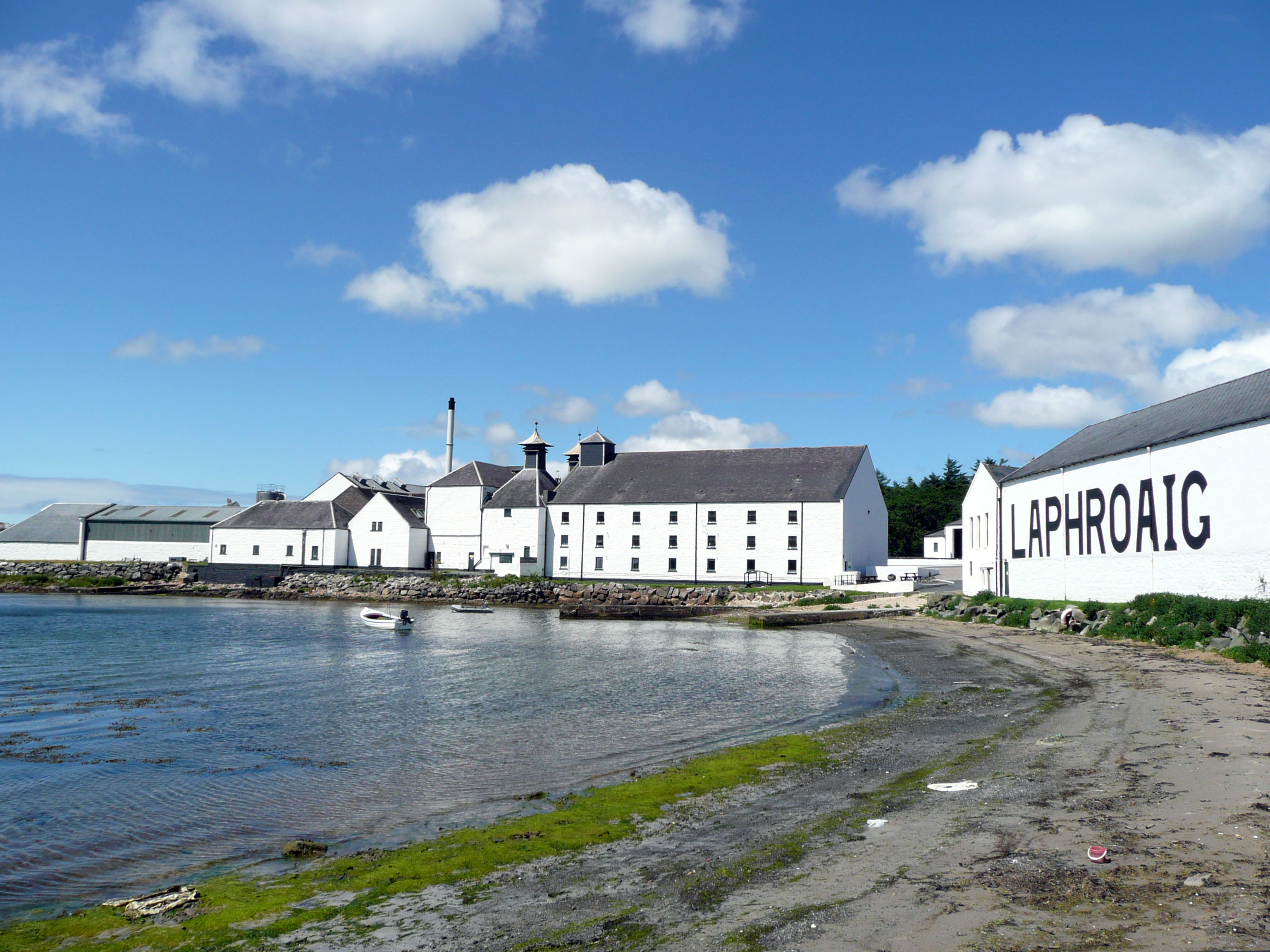
キャンベルが購入したアイラ島。ラフロイグ蒸留所等多くの蒸留所が軒を連ねる。

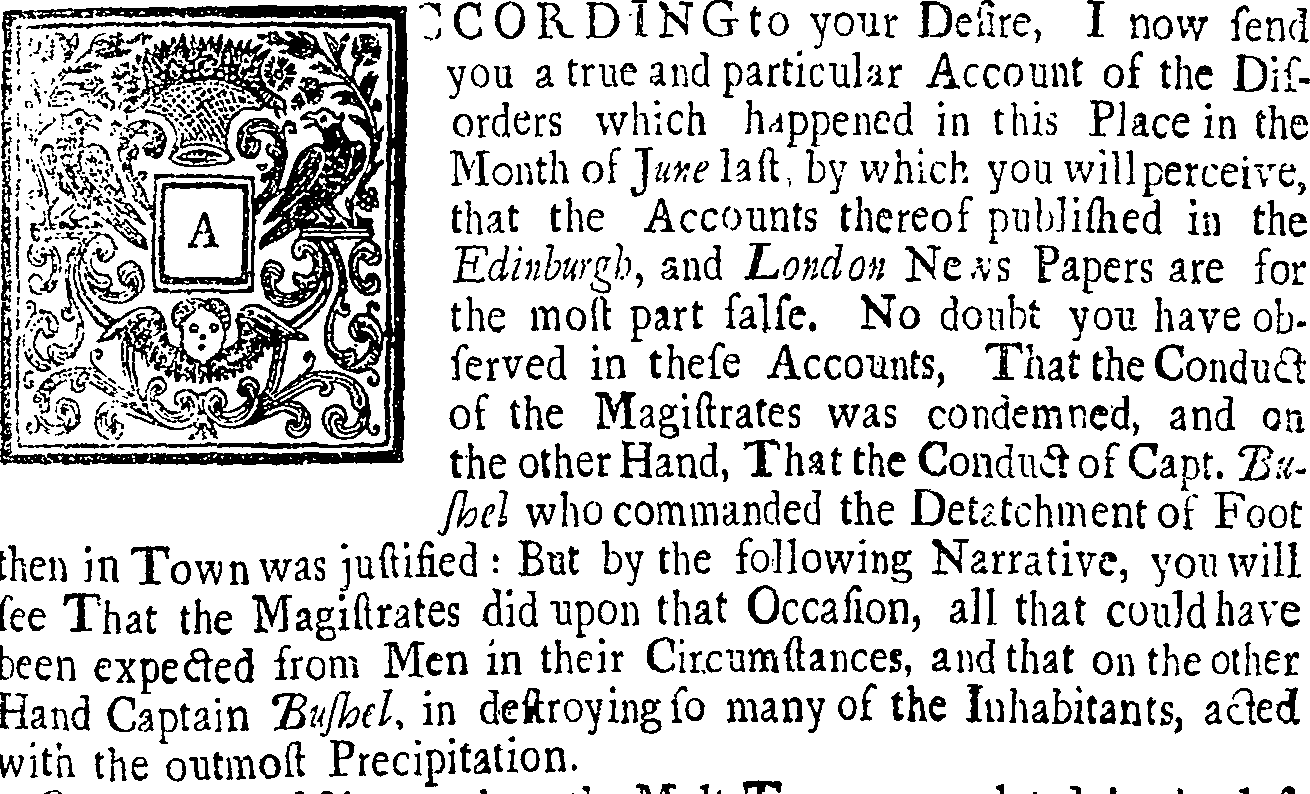
グラスゴーで暴動が発生したことを知らせるキャンベルの友人からの手紙。

そのため、キャンベルは暴動終息後にグラスゴー市から補償金として9000ポンドを受け取った。彼はこれを元手にヘブリディーズ諸島に浮かぶアイラ島を12000ポンドで購入している。彼の購入した同島はスコッチ・ウィスキーの蒸留所が立ち並ぶ島として知られている。
1727年総選挙に敗北したのち反対があったものの、議会顧問として1734年まで庶民院に在籍した。1734年以降は公職に参加せず、エディンバラに住んだという。
1753年に82歳で亡くなった。

## 家族
マーガレット・レッキー（Margaret Leckie）と結婚して、3男3女をもうけた。
- ジョン・キャンベル（John Campbell of Shawfield、1696年 - 1746年7月22日）
- ウォルター・キャンベル（Walter Campbell、生年未詳 - 1733年1月31日）- 1728年にメアリー・アン・キャンベルと結婚。
- デイヴィッド・キャンベル（David Campbell、生没年未詳）
- マーガレット・キャンベル（Margaret Campbell、生没年未詳） - ダンカン・キャンベルと結婚。
- アン・キャンベル（Anna Campbell、生没年未詳）- 1722年にコリン・キャンベルと結婚、子あり。
- ジャネット・キャンベル（Janet Campbell、生没年未詳）- アレクサンダー・マクミランと結婚。

その後、キャサリン・アースキン（Catherine Erskine、第3代カードロス卿ヘンリー・アースキンの娘）と再婚して、一人娘をもうけている。
- キャサリン・キャンベル（Katharine Campbell、生没年未詳）- 1737年にトマス・ゴードンと結婚。

### 註釈
1. ↑  同選挙区は彼が商人として活動したグラスゴー市を含む選挙区。